# Robert de Pinho de Souza
Robert de Pinho de Souza (Salvador, 27 febbraio 1981) è un ex calciatore brasiliano, di ruolo attaccante.

## Carriera

### Club
Inizia a diciotto anni nel Coritiba, dove gioca una stagione segnando 2 volte in 14 partite. Trasferitosi al Botafogo Futebol Clube di Ribeirão Preto, non debutta mai e si trasferisce in Europa, al Servette, nel campionato di calcio svizzero. Dopo 19 partite e 8 reti, torna in Brasile, al São Caetano. Con la maglia blu della squadra dello stato di San Paolo gioca per 12 volte, segnando tre reti.
Nel 2003 si trasferisce in Giappone, al Kawasaki Frontale; dopo 6 reti in 16 gare, torna in Europa, stavolta in Russia, allo Spartak Mosca. Gioca solo 8 partite in Russian Premier League, segnando una rete. Nel 2004 si trasferisce in Messico, al Atlas, dove esordisce il 17 gennaio 2004 in Atlas-Puebla 1-1; durante la sua prima stagione in Primera División messicana segna 15 reti in 19 partite . Nelle stagioni successive gioca 19 partite (di cui 17 nell'Apertura 2004 e 2 nell'Clausura 2005; nel gennaio del 2005 viene prelevato dal PSV.
Alla sua terza esperienza nel calcio europeo, Robert gioca poche partite in Eredivisie, 15, segnando solo due volte. Durante la UEFA Champions League 2005-2006 gioca contro l'Olympique Lione e il Milan. Nel gennaio 2006 si trasferisce al Betis Siviglia, dove gioca 15 partite durante la prima stagione segnando sette volte. Nella seconda stagione nella Primera División spagnola, segna 9 volte in 29 partite. Il 22 agosto 2007 torna nuovamente in Messico, stavolta con la maglia del Monterrey.
Acquistato dai Rayados per sostenere in attacco Humberto Suazo, chiude la stagione di Clausura 2008 con 14 presenze e nessuna rete segnata. Il club decide di mandarlo quindi in prestito al Tecos de la UAG, con la maglia del quale segna proprio una doppietta al Monterrey.

### Nazionale
Ha giocato per il Brasile under 20 e per la nazionale di calcio brasiliana Under-23 con cui ha giocato 4 partite e segnato due reti.